# Friedrich Neuhausen
Friedrich Neuhausen (* 25. Februar 1934 in Stolberg (Rheinland); † 6. Dezember 1994 in Bomlitz) war ein deutscher Politiker (FDP). Er war Kommunalpolitiker in Niedersachsen und zog von 1980 bis 1990 drei Mal in den Deutschen Bundestag ein.

## Leben
Neuhausen besuchte das Gymnasium und anschließend eine private Höhere Handelsschule, bevor er eine Lehre als Industriekaufmann absolvierte. Von 1956 bis 1962 war er kaufmännischer Angestellter in einem Industriebetrieb, bevor er von 1962 an Geschäftsführer der Waldorfschule in Benefeld war. Ab 1968, dem Jahr, in dem er der FDP beitrat, war er auch Religions-, Wirtschafts- und Gesellschaftskundelehrer an der Schule. Von 1974 an war Neuhausen Vorstandsmitglied der Arbeitsgemeinschaft Freier Schulen in Niedersachsen.
Neuhausen war Vorsitzender des FDP-Ortsverbandes in Bomlitz und des Kreisverbandes Soltau-Fallingbostel. Bereits ab 1964, vier Jahre vor seinem FDP-Beitritt, war er schon Mitglied im Gemeinderat von Bomlitz und von 1972 bis 1986 war er Stellvertretender Bürgermeister der Gemeinde. In den Jahren 1976 und 1977 war er stellvertretender Landrat des Kreises Fallingbostel.
Neuhausen wurde im Jahr 1980 über die Landesliste Niedersachsen in den Deutschen Bundestag gewählt, dem er von 1980 bis 1990 für drei Wahlperioden angehörte. Während aller drei Wahlperioden war er ordentliches Mitglied im Ausschuss für Bildung und Wissenschaft, wobei er ab April 1988 als stellvertretender Vorsitzender fungierte. Außerdem war er in der zehnten Wahlperiode bis Oktober 1985 Mitglied im Petitionsausschuss. 
Sein Nachlass wird im Archiv des Liberalismus der Friedrich-Naumann-Stiftung für die Freiheit in Gummersbach verwahrt.

## Schriften
- Gedichte ums Bundeshaus. Bonn: Edition Transcontact, Umschau-Verlag, 1986, ISBN 3-524-88024-X.
- „Wenn die braven Bürger schlummern ...“ Gereimtes und Ungereimtes aus dem Bundeshaus. Hannover: Niedersachsen-Verl., 1989, ISBN 3-927632-00-7.
- „Wer zuletzt lacht ...“ Eine Auswahl Gereimtes und Ungereimtes aus dem Bundeshaus. Hannover: Niedersachsen-Verl., 1992, ISBN 3-927632-13-9.

## Ehrungen
- 1987: Verdienstkreuz am Bande der Bundesrepublik Deutschland
- 1990: Verdienstkreuz 1. Klasse der Bundesrepublik Deutschland